# Rapid Fire (film, 1992)
Pour les articles homonymes, voir Rapid Fire.
Pour plus de détails, voir Fiche technique et Distribution.
Rapid Fire ou Contre-Attaque  est un film américain réalisé par Dwight H. Little, sorti en 1992.

## Synopsis
Jake Lo, étudiant et expert en arts martiaux, va être le témoin de l'assassinat d'un trafiquant de drogue asiatique commandité par Serrano, gros bonnet de la drogue de Los Angeles. Traqué par les hommes du trafiquant, il va devoir aider le FBI à arrêter l'organisation du mafieux.

## Fiche technique
- Titre : Rapid Fire
- Titre québécois  : Contre-Attaque
- Réalisation : Dwight H. Little
- Scénario : Alan B. McElroy
- Musique : Christopher Young
- Photographie : Ric Waite
- Montage : Gib Jaffe
- Production : Robert Lawrence
- Société de production : 20th Century Fox
- Société de distribution : 20th Century Fox
- Pays :  États-Unis
- Langue : anglais, cantonais
- Format : Couleur - Dolby Stéréo - 35 mm - 1.85:1
- Genre : Drame, policier, action et thriller
- Durée : 95 minutes
- Dates de sortie : 
  - États-Unis : 21 août 1992
  - France : 28 avril 1993

## Distribution
- Brandon Lee (VF : Michel Vigné) : Jake Lo
- Powers Boothe (VF : Daniel Sarky) : Mace Ryan
- Nick Mancuso (VF : Mario Santini) : Antonio Serrano
- Raymond J. Barry (VF : Maurice Sarfati) : L'agent Frank Stewart
- Kate Hodge : Karla Withers
- Tzi Ma : Kinman Tau
- Tony Longo : Brunner Gazzi
- Michael Paul Chan (VF : Richard Leblond) : Carl Chang
- François Chau : Farris
- Dustin Nguyen : Paul Yang
- Brigitta Stenberg (VF : Élisabeth Fargeot) : Rosalyn
- Basil Wallace (VF : Pierre Saintons) : L'agent Wesley
- Al Leong : Minh